# A Fanfarra
A Fanfarra (no original, Orchesterprobe) é uma curta-metragem de autoria do alemão Karl Valentin, feito em junho de 1933.

## Sinopse
A Fanfarra retrata o dia-a-dia de uma orquestra, em que nada corre bem e em que ninguém se entende. O amadorismo, a indisciplina e o vedetismo são algumas das razões do insucesso desta instituição.

## Encenação em Portugal
Na encenação que teve lugar no Teatro Gil Vicente de Cascais em 2001, a orquestra foi substituída por uma companhia de teatro, e em vez de músicos, os personagens eram actores, mas o "fracasso" era igualmente cómico.
Este espectáculo teve a interpretação de Adérito Lopes, André Cunha, Fernando Grilo, Inês Saldanha, Sónia Sousa, Rute Fialho e Sofia Pena, com direcção artística de Águeda Sena.